# Ariano Irpino
Ariano Irpino ([a'rjano ir'pino] - Ariano en dialecte local, traditionnellement Arrian en français) est une commune de la province d'Avellino dans la région de Campanie en Italie.
La ville est le principal centre de la province après le chef-lieu duquel elle est distante 50 km environ. Ses 186,74 km2 de territoire en font la commune la plus étendue de la Campanie.
La diocèse d'Ariano Irpino-Lacedonia est siège épiscopal depuis la fin du haut Moyen Âge.

## Histoire
Des traces d'occupation du territoire remontant au Néolithique ont été trouvées dans le territoire d'Ariano Irpino. Sur la colline de La Starza, un site archéologique témoigne de l’existence d'un village occupé de façon ininterrompue du Néolithique inférieur à l'âge du fer.
Ariano fut prise par les Normands vers le milieu du XIe siècle. Au début du siècle suivant, le comte d'Ariano Jourdain fut un puissant baron d'Italie méridionale.
- Le château normand d'Ariano Irpino

En 1140 se déroulèrent dans cette ville les Assises d'Ariano.

## Culture
Zones archéologiques :
- Aequum Tuticum
- La Starza

## Fêtes, foires
- Ariano Folk Festival (mois d'aout).

## Administration
| Période                                  | Période  | Identité            | Étiquette     | Qualité |
| ---------------------------------------- | -------- | ------------------- | ------------- | ------- |
| 28 juin 2004                             | En cours | Domenico Gambacorta | Centro-Destra |         |
| Les données manquantes sont à compléter. |          |                     |               |         |

### Hameaux
Ariano Scalo, Camporeale, Cardito, Difesa Grande, Frolice, Manna, Martiri, Orneta, San Liberatore, San Nicola Trignano, San Pietro, Santa Barbara, Tesoro, Valleluogo.

### Communes limitrophes
Apice, Castelfranco in Miscano, Flumeri, Greci, Grottaminarda, Melito Irpino, Montecalvo Irpino, Monteleone di Puglia, Savignano Irpino, Villanova del Battista, Zungoli